# Phoenicoprocta ignicauda
Phoenicoprocta ignicauda är en fjärilsart som beskrevs av Max Wilhelm Karl Draudt 1915. Phoenicoprocta ignicauda ingår i släktet Phoenicoprocta och familjen björnspinnare. Inga underarter finns listade i Catalogue of Life.